# Ximena Martínez de Pérez
Ximena Martínez de Pérez (* 1941) ist eine ecuadorianische Diplomatin im Ruhestand.

## Leben
Sie hat einen Abschluss in Internationale Beziehungen der Universidad Central del Ecuador und studierte Internationales an der Universität Genf.
1966 trat sie in den auswärtigen Dienst und wurde bis 1968 an der Mission beim UN-Hauptquartier beschäftigt.
Von 1976 bis 1982 war sie Ständige Vertreterin der ecuadorianischen Regierung nächst dem Büro der Vereinten Nationen in Genf.
Von 1982 bis 1985 leite sie Abteilung wirtschaftliche Entwicklung und Rohstoffe des Außenministeriums.
1987 war sie Geschäftsträgerin in London.
Von 30. März 1992 bis Februar 1995 war sie Botschafterin in Caracas.
Von 1997 bis 2002 war sie Botschafterin in Moskau.
Am 11. Oktober 2003 wurde sie zur Leiterin der Corporación de Promoción de Exportaciones e Inversiones (Corpei), (deutsch Außenwirtschaftsförderung) in Quito ernannt.
Sie hatte Positionen wie das Unterstaatssekretariat für internationale Organisationen des Außenministeriums, das Exekutivsekretariat des ecuadorianischen Ausschusses für das pazifische Becken und den Generaldirektor für Wirtschaftsförderung des Außenministeriums inne.